# Giovanni Garbini
 (mars 2021).
Le contenu est difficilement compréhensible vu les erreurs de traduction, qui sont peut-être dues à l'utilisation d'un logiciel de traduction automatique.
Giovanni Garbini (8 octobre 1931 - 2 janvier 2017) est un orientaliste et sémitiste italien. Ses études bibliques ont révélé des omissions historiques et ont aidé les chercheurs à interpréter le récit biblique dans le contexte plus large de l'histoire du Proche-Orient ancien. Il a travaillé comme professeur d'université à l'Istituto Universitario Orientale de Naples, à la Scuola Normale de Pise et enfin à Sapienza à Rome jusqu'à sa retraite. Il était membre de l'Académie des Lyncéens depuis 1990 et membre de la fondation Leone Caetani pour les études islamiques.

## Biographie

### Jeunesse et éducation
Garbini est né à Fiastra en Italie. Sa famille s'est installée à Rome quand il était jeune. Il a étudié la littérature classique, à la suite de quoi pendant ses années d'adolescence il a développé une prédilection pour la littérature indienne, l' archéologie classique, l'épigraphie classique et l'étruscologie. Son indécision fut vaincue après avoir suivi des cours d'hébreu et  en 1951–1952 de langues sémitiques comparées avec Sabatino Moscati à l'Institut italien d'études orientales. Moscati, qui avait alors 29 ans, enseigna à Garbini l'histoire des anciennes civilisations sémitiques, l'étude de l'hébreu biblique, la comparaison linguistique sémitique et la langue syriaque. Garbini a couronné ses études orientales avec l'assyriologie sous Giuseppe Furlani et l'arabe avec Maria Nallino. Le sujet de thèse de Garbini était l'analyse linguistique et grammaticale des anciennes inscriptions araméennes ; sa discussion de thèse a eu lieu en octobre 1954 sous la direction de Moscati.

### Carrière
Garbini fut enrôlé et partit pour Lecce le 19 janvier 1955 ; il a repris son travail académique avec Moscati, qui l'a encouragé à poursuivre ses travaux sur sa thèse. En 1956, la monographie de Garbini, L'aramaico antico (L'araméen ancien) a été publiée à l'Accademia Nazionale dei Lincei ; cette même année, il assume le rôle d'assistant de Moscati. Garbini a collaboré pendant ses premières années à l'Encyclopédie de l'art classique sous la direction d'un ancien professeur Bandinelli. En 1960, Garbini a obtenu la chaire de philologie sémitique à l'Institut oriental de Naples et il a continué à tenir des cours à la Sapienza de Rome et à participer aux campagnes de fouilles organisées par Moscati.
En 1977, à la demande de l'ancien professeur Giovanni Pugliese Carratelli, Garbini a déménagé à la Scuola Normale Superiore di Pisa, où il a travaillé comme professeur d'épigraphie sémitique ; c'est pendant cette période qu'il développe son intérêt pour les études bibliques. En novembre 1982, Garbini retourna à l'Institut italien d'études orientales en tant que successeur de Sabatino Moscati, qui avait déménagé à la nouvelle université de Rome « Tor Vergata ». Le 30 juillet 1983, Garbini a été admis comme membre correspondant à l'Accademia Nazionale dei Lincei ; il est devenu membre national le 6 décembre 1990.
Garbini était un expert des anciennes langues sémitiques du Proche-Orient, de l'histoire, de la religion (Juifs, Phéniciens et Arabes Jāhiliyya, en particulier les Yéménites) et de la philologie biblique ; il a produit un total de trente monographies, près de cinq cents articles et de nombreuses entrées et critiques d'encyclopédie liées aux études sémitiques et à ses autres domaines d'expertise.

## Linguistique et cultures sémitiques
Les études linguistiques sémitiques de Garbini ont repris après la publication de sa thèse sur la langue araméenne ancienne ; cette monographie a été suivie par le Il semitico di nord-ovest [Le sémitique du nord-ouest], dont les prémisses étaient conformes à la vision de Moscati d'une origine unique des langues sémitiques du nord-ouest.
Garbini a reconsidéré cette hypothèse après une vaste recherche dans d'autres langues sémitiques,. Selon ses découvertes, les isoglosses que l'arabe a partagés avec l'ougaritique plutôt qu'avec la langue akkadienne ont placé l'origine du premier plus près du sémitique du nord-ouest. À la suite de ces travaux, Garbini a reconnu et mis en évidence l'influence et les innovations introduites par l'ancienne langue amoréenne par rapport aux langues sémitiques archaïques représentées par l'akkadien, l'éblaïte et l'ougaritique. Il a ajouté que le processus innovant de la langue amorite a laissé une influence durable sur les langues éteintes du nord de la Syrie et de la Phénicie ainsi que sur l'araméen et l'arabe. Garbini a produit deux autres monographies consacrées à la linguistique sémitique : dans son Histoire de 1979 et Problèmes de l'épigraphie sémitique, et dans son introduction de 2006 à l'épigraphie sémitique,.

## Interprétation historique du récit biblique

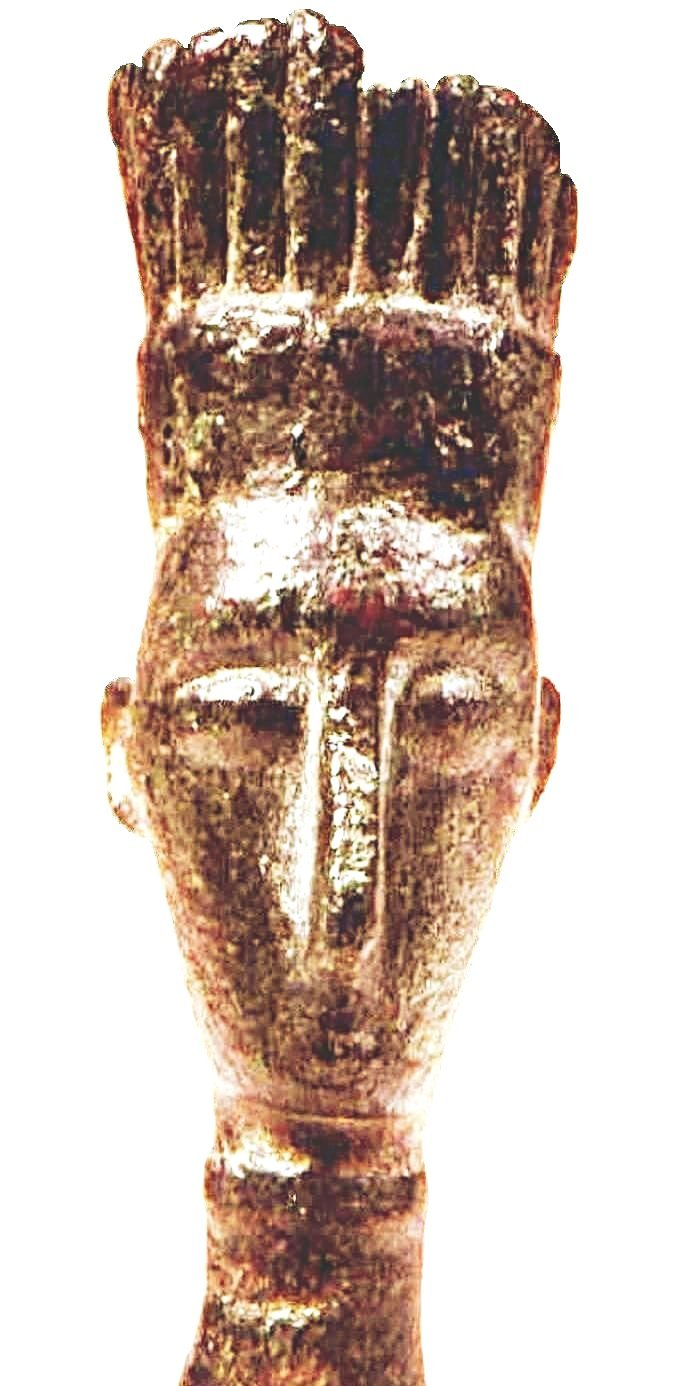
Bronze représentant le Sardus pater, avec la coiffe à plumes du Peleset / Philistins

Les études bibliques de Garbini ont révélé des omissions historiques et ont aidé les chercheurs à interpréter le récit biblique dans le contexte plus large de l'histoire du Proche-Orient ancien,.
Selon Garbini, le peuple juif est originaire du désert syrien entre le Tigre et l'Euphrate ; de là, quelques tribus araméennes se sont installées sur le territoire de Damas et sont descendues plus tard vers le sud dans la région autour des territoires palestiniens actuels et d'Israël. Garbini explique par la suite que l'histoire de Moïse et de l'exode d'Égypte est plus ancienne et indépendante de celles d'Abraham et des patriarches, ; il a également avancé qu'une monarchie Davidic-Solomonic unie n'aurait été qu'une construction littéraire puisque les tribus araméennes qui se sont installées en Palestine n'auraient pas constitué le Royaume d'Israël jusqu'à la naissance de la dynastie Omrid vers 900 av. J.-C. Les interprétations précédentes ont soutenu que le Benjamite Saül a établi un royaume local dans la Palestine centrale qui a été progressivement réabsorbé par les Philistins ; cependant, cela a été contesté par Garbini, qui a écrit que David n'aurait pu être qu'un capitaine de chasseurs de fortune du neuvième siècle au service des Philistins et que Salomon était un personnage absolument mythique. Garbini avance que le roi israélite Amatsia a établi le royaume de Juda à Jérusalem qui a pris le dessus lorsque les événements internationaux ont conduit à la fin du royaume nordique de Samarie. Garbini a également constaté l'existence, à Jérusalem entre le règne d'Ézéchias et celui de Josias, d'un long règne Ammonite sur Juda qui a été effacé par les scribes hébreux. Les reconstructions historiques de la Bible, résultat de groupes souvent en désaccord les uns avec les autres, ne se formeront qu'après la chute du royaume de Juda et après le retour des exilés, c'est-à-dire pendant la domination perse.

## Sur le rôle des Philistins
Garbini a souligné l'importance du peuple philistin à la fin de l'âge du bronze dans toute la Méditerranée ; le biblique les identifie avec le peuple du « Peleset », mentionné dans les inscriptions égyptiennes de Médinet Habou parmi les peuples de la mer qui ont attaqué l'Égypte sous le règne de Ramsès III. Garbini soutient que les Philistins étaient les vrais dirigeants de la Palestine entre le onzième et le milieu du neuvième siècle av. J.-C. Après la défaite subie par Ramsès III, les Philistins « Peleset » auraient été autorisés à s'installer dans le pays de Canaan, alors sous domination égyptienne et auquel ils ont ensuite donné leur nom (Palestine).
Sans sous-estimer les similitudes iconographiques des guerriers Peleset de sources égyptiennes avec certains guerriers reproduits dans les bronzes sardes, Garbini a affirmé que, à son avis, « pendant environ deux siècles (les XIe et Xe siècles avant J.-C.) la Méditerranée a probablement été une mer en grande partie philistine ». Il était également d'avis que les découvertes de céramiques sub-mycéniennes sur le sol italien (Frattesine, Torcello, Campo di Santa Susanna près de Rieti, divers sites en Sardaigne et en Sicile, etc.) démontrent la propagation, à l'ère protohistorique, de la culture philistine à la péninsule italienne et ses îles environnantes.

## Principaux travaux
- Il semitico di nord-ovest (La langue sémitique du nord-ouest), Naples, 1960
- Storia e problemi dell'epigrafia semitica (Histoire et problèmes de l'épigraphie sémitique), Naples, 1979
- I Fenici. Storia e religione (Les Phéniciens. Histoire et religion), Naples, 1980
- Le lingue semitiche, seconda edizione (Semitic Languages, deuxième édition), Naples, 1984
- Storia e ideologia nell'Israele antico (Histoire et idéologie dans l'ancien Israël), Brescia, Paideia, 1986 (trad. Ingl. Histoire et idéologie dans l'ancien Israël ), New York, Crossroad, 1988
- Il semitico nordoccidentale (The Northwestern Semitic), Roma, 1988
- Cantico dei cantici. Testo, traduzione e commento (Le Cantique des Cantiques. Texte, traduction et commentaire), Brescia, Paideia, 1992
- La religione dei fenici in Occidente (La religion des phéniciens en Occident), Roma, 1994
- Introduzione alle lingue semitiche (Introduction aux langues sémitiques), Brescia, Paideia, 1994, avec O. Durand
- Note di lessicografia ebraica (Notes sur la lexicographie juive), Brescia, Paideia, 1998
- Il ritorno dall'esilio babilonese (Le retour de l'exil babylonien), Brescia, Paideia, 2001
- Mito e storia nella Bibbia (Mythe et histoire dans la Bible), Brescia, Paideia, 2003
- Introduzione all'epigrafia semitica (Introduction à l'épigraphie sémitique), Brescia, Paideia, 2006
- Scrivere la storia d'Israele, (Ecrire l'histoire d'Israël) Brescia, Paideia, 2008
- Avvio alla lettura delle iscrizioni "pseudo-geroglifiche" di Biblo (Les débuts du déchiffrement des inscriptions pseudo-hiéroglyphiques de Byblos), "Rendiconti Morali dell'Accademia dei Lincei", s. 9, 20 (2009), 233–274
- Letteratura e politica nell'Israele antico (Littérature et politique dans l'ancien Israël), Brescia, Paideia 2010
- Dio della terra, dio del cielo, (Dieu de la Terre, Dieu du Ciel) Brescia, Paideia 2011
- I Filistei. Gli antagonisti di Israele , nuova edizione (Les Philistins. The Antagonists of Israel, nouvelle édition), Brescia, Paideia, 2012
- Il Poema di Baal di Ilumilku (Le poème de Baal d'Ilumilku), Brescia, Paideia, 2014
- Vita e mito di Gesù (Vie et mythe de Jésus), Brescia, Paideia, 2015
- Il vangelo aramaico di Matteo e altri saggi (L'Évangile araméen de Matthieu et d'autres sages), Brescia, Paideia, 2017